# Pleiocarpidia macrura
Pleiocarpidia macrura är en måreväxtart som beskrevs av Cornelis Eliza Bertus Bremekamp. Pleiocarpidia macrura ingår i släktet Pleiocarpidia och familjen måreväxter. Inga underarter finns listade i Catalogue of Life.